# Lasianthus repens
Lasianthus repens är en måreväxtart som beskrevs av Frank Nigel Hepper. Lasianthus repens ingår i släktet Lasianthus och familjen måreväxter. Inga underarter finns listade i Catalogue of Life.